# Dardische Völker

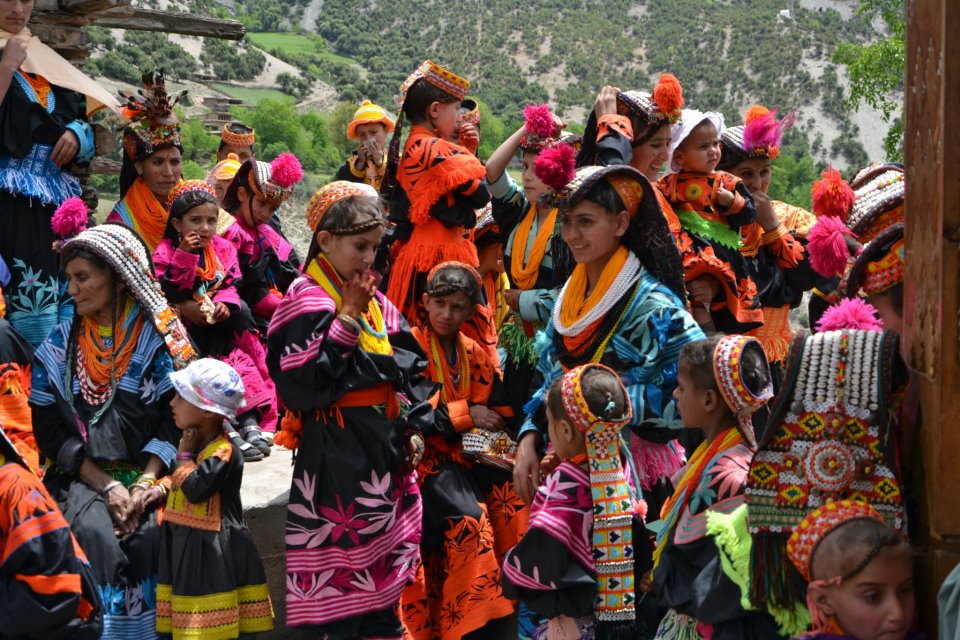
Kalasha-Frauen beim Volksfest

Die Dardischen Völker sind Volksgruppen, die dardische Sprachen sprechen. Sie leben hauptsächlich im Norden von Pakistan, Nordwestindien und dem östlichen Afghanistan.  Die größten Gruppen findet man in den Regionen Gilgit–Baltistan und Khyber Pakhtunkhwa in Pakistan. Die bekanntesten Volksgruppen sind Kalasha, Kho, Kaschmiri, Pashai, Brokpa und Shina.
Die Dard, auch Brokpa, Drokpa und Shin genannt, sind eine Minderheit im indischen Unionsterritorium Ladakh.

## Herkunft

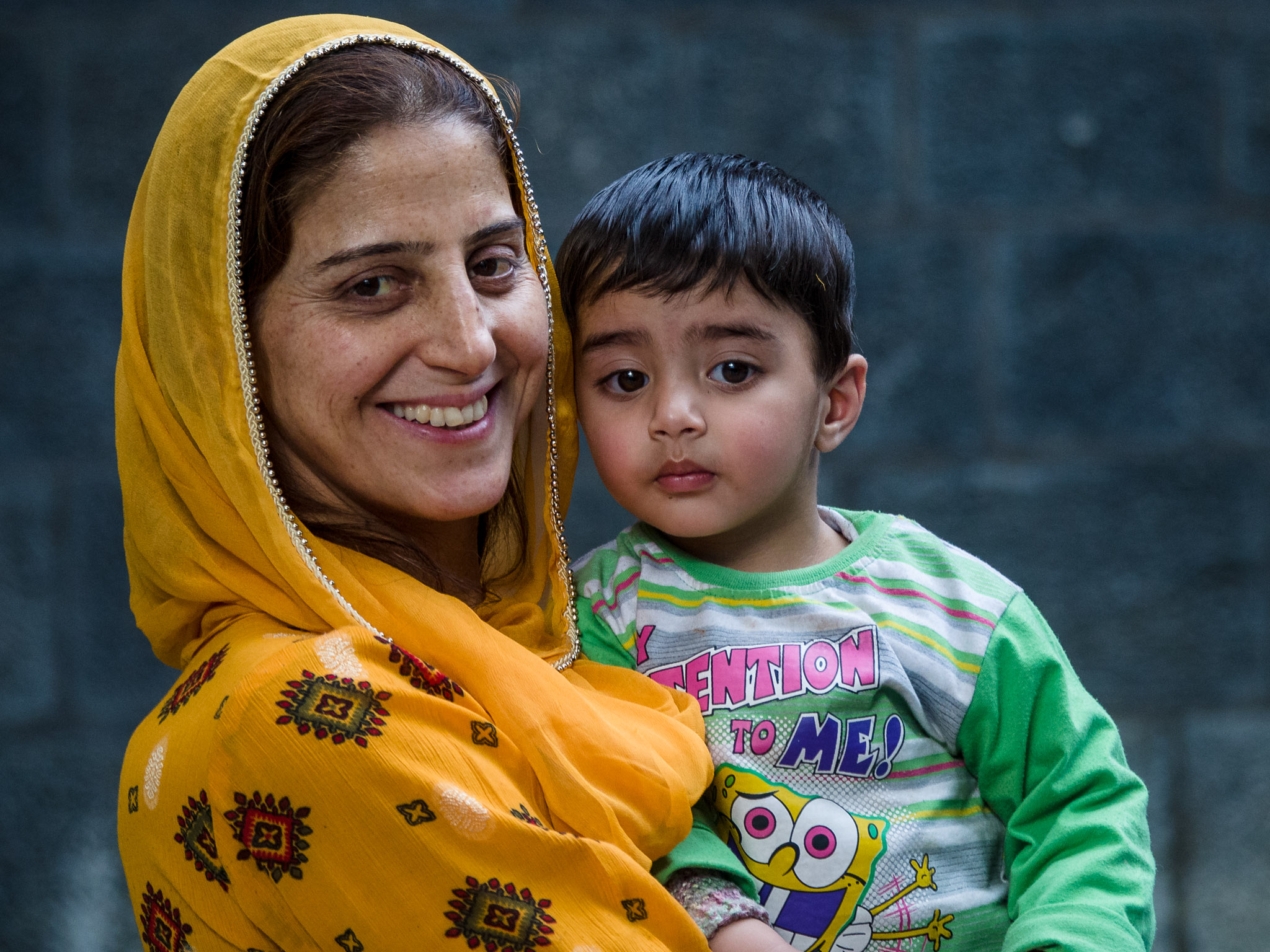
Kaschmiri

Asko Parpola setzt „Proto-Dardisch“ mit „Proto-Rigvedisch“ gleich und legt nahe, dass die Dard Nachkommen der protorigvedischen Kultur sind und verweist dabei auf bestimmte Erscheinungen der Vedischen Sprache in dardischen Dialekten, wie das Gerundium in -tvī.
Als Angehörige des Swat-Reiches folgten die Dard hauptsächlich dem Hinduismus, und zahlreiche kleine islamische Religionskriege gegen sie dürften üblich gewesen sein.

## Religion
Die Mehrheit der dardischen Völker sind Muslime, meist Sunniten, wobei es auch ibaditische und schiitische Muslime gibt.
Die Ausnahme bilden die Kalasha im Distrikt Chitral in Pakistan. Sie sind Anhänger der vedischen, polytheistischen Kalasha-Religion. Die Religion der Dard in Ladakh, besonders in den Dörfern Da und Hann zeigt noch vorbuddhistische animistische Elemente in der Bön-Religion. Die polytheistischen Kalasha in Chitral werden von der Regierung Pakistans offiziell geschützt, de facto werden sie jedoch von der muslimischen Mehrheit diskriminiert. Ihre Kultur ist vom Aussterben bedroht.

## Soziale Stellung
Seit 2001 sind die Dard in Ladakh als „Scheduled Tribe“ anerkannt.